# 2020-as WTCR spanyol nagydíj
A 2020-as WTCR spanyol nagydíj a 2020-as túraautó-világkupa ötödik állomása volt, amelyet a Motorland Aragón versenyhelyszínen rendeztek meg Spanyolországban október 31. és november 1-je között. A hétvége során szabadkártyásként indult a Comtoyou Racing színeiben Nicolas Baert, Nick Catsburg pedig nem vett részt a hétvége küzdelmeiben, miután pozitív koronavírustesztet produkált, őt Josh Files, a TCR Európa-kupa 2019-es bajnoka helyettesítette a hétvége során.

## Időterv
| Dátum/Nap             | Időpont       | Esemény           | Esemény           |
| --------------------- | ------------- | ----------------- | ----------------- |
| október 31., szombat  | 8:00 – 8:45   | 1. szabadedzés    | 1. szabadedzés    |
| október 31., szombat  | 10:35 – 11:05 | 2. szabadedzés    | 2. szabadedzés    |
| október 31., szombat  | 13:15 – 13:35 | Időmérő           | 1. etap           |
| október 31., szombat  | 13:40 – 13:50 | Időmérő           | 2. etap           |
| október 31., szombat  | 14:00 –       | Időmérő           | 3. etap           |
|                       |               |                   |                   |
| november 1., vasárnap | 9:15 – 9:45   | 1. futam (10 kör) | 1. futam (10 kör) |
| november 1., vasárnap | 12:15 – 12:45 | 2. futam (10 kör) | 2. futam (10 kör) |
| november 1., vasárnap | 14:15 – 14:35 | 3. futam (12 kör) | 3. futam (12 kör) |
| Forrás:               |               |                   |                   |

## Előzetes nevezési lista
| Csapat                                    | Autó                            | Rajtszám                   | Versenyző                  | Kategória                  | Kategória                  |
| Teljes szezonos résztvevők                | Teljes szezonos résztvevők      | Teljes szezonos résztvevők | Teljes szezonos résztvevők | Teljes szezonos résztvevők | Teljes szezonos résztvevők |
| ----------------------------------------- | ------------------------------- | -------------------------- | -------------------------- | -------------------------- | -------------------------- |
| BRC Hyundai N LUKOIL Squadra Corse        | Hyundai i30 N TCR               | 1                          | Michelisz Norbert          |                            |                            |
| BRC Hyundai N LUKOIL Squadra Corse        | Hyundai i30 N TCR               | 30                         | Gabriele Tarquini          |                            |                            |
| Engstler Hyundai N Liqui Moly Racing Team | Hyundai i30 N TCR               | 8                          | Luca Engstler              | Újonc                      | Újonc                      |
| Engstler Hyundai N Liqui Moly Racing Team | Hyundai i30 N TCR               | 14                         | Josh Files                 |                            |                            |
| ALL-INKL.DE Münnich Motorsport            | Honda Civic Type R TCR (FK8)    | 9                          | Tassi Attila               |                            |                            |
| ALL-INKL.DE Münnich Motorsport            | Honda Civic Type R TCR (FK8)    | 18                         | Tiago Monteiro             |                            |                            |
| ALL-INKL.COM Münnich Motorsport           | Honda Civic Type R TCR (FK8)    | 29                         | Néstor Girolami            |                            |                            |
| ALL-INKL.COM Münnich Motorsport           | Honda Civic Type R TCR (FK8)    | 86                         | Esteban Guerrieri          |                            |                            |
| Cyan Performance Lynk & Co                | Lynk & Co 03 TCR                | 11                         | Thed Björk                 |                            |                            |
| Cyan Performance Lynk & Co                | Lynk & Co 03 TCR                | 12                         | Santiago Urrutia           |                            |                            |
| Cyan Racing Lynk & Co                     | Lynk & Co 03 TCR                | 68                         | Yann Ehrlacher             |                            |                            |
| Cyan Racing Lynk & Co                     | Lynk & Co 03 TCR                | 100                        | Yvan Muller                |                            |                            |
| Comtoyou Racing                           | Audi RS 3 LMS TCR               | 16                         | Gilles Magnus              | Újonc                      | Trophy                     |
| Comtoyou Racing DHL Team Audi Sport       | Audi RS 3 LMS TCR               | 23                         | Nathanaël Berthon          | Trophy                     | Trophy                     |
| Comtoyou Racing DHL Team Audi Sport       | Audi RS 3 LMS TCR               | 31                         | Tom Coronel                | Trophy                     | Trophy                     |
| Vuković Motorsport                        | Renault Mégane RS TCR           | 34                         | Aurélien Comte             | Trophy                     | Trophy                     |
| Zengő Motorsport Services KFT             | Cupra León Competición TCR      | 55                         | Boldizs Bence              | Újonc                      | Trophy                     |
| Zengő Motorsport Services KFT             | Cupra León Competición TCR      | 96                         | Mikel Azcona               |                            |                            |
| Zengő Motorsport Services KFT             | Cupra León Competición TCR      | 99                         | Kismarty-Lechner Gábor     | Trophy                     | Trophy                     |
| Team Mulsanne                             | Alfa Romeo Giulietta Veloce TCR | 69                         | Jean-Karl Vernay           | Trophy                     | Trophy                     |
| Szabadkártyás részvevők                   |                                 |                            |                            |                            |                            |
| Comtoyou Racing                           | Audi RS 3 LMS TCR               | 15                         | Nicolas Baert              |                            |                            |
| Forrás:                                   |                                 |                            |                            |                            |                            |

## Eredmények

### Időmérő edzés
| Poz. | Versenyző              | Csapat                                    | Autó                            | Köridő   | Köridő   | Köridő     | Pont |
| Poz. | Versenyző              | Csapat                                    | Autó                            | Q1       | Q2       | Q3         | Pont |
| ---- | ---------------------- | ----------------------------------------- | ------------------------------- | -------- | -------- | ---------- | ---- |
| 1    | Gilles Magnus          | Comtoyou Racing                           | Audi RS 3 LMS TCR               | 2:05,923 | 2:06,010 | 2:06,600   | 5    |
| 2    | Thed Björk             | Cyan Performance Lynk & Co                | Lynk & Co 03 TCR                | 2:06,424 | 2:06,590 | 2:06,805   | 4    |
| 3    | Santiago Urrutia       | Cyan Performance Lynk & Co                | Lynk & Co 03 TCR                | 2:06,641 | 2:06,012 | 2:07,152   | 3    |
| 4    | Jean-Karl Vernay       | Team Mulsanne                             | Alfa Romeo Giulietta Veloce TCR | 2:06,038 | 2:06,547 | Idő nélkül | 2    |
| 5    | Nathanaël Berthon      | Comtoyou Racing DHL Team Audi Sport       | Audi RS 3 LMS TCR               | 2:06,579 | 2:06,453 | Idő nélkül | 1    |
| 6    | Michelisz Norbert      | BRC Hyundai N LUKOIL Squadra Corse        | Hyundai i30 N TCR               | 2:05,838 | 2:06,508 |            |      |
| 7    | Yvan Muller            | Cyan Racing Lynk & Co                     | Lynk & Co 03 TCR                | 2:06,910 | 2:06,616 |            |      |
| 8    | Gabriele Tarquini      | BRC Hyundai N LUKOIL Squadra Corse        | Hyundai i30 N TCR               | 2:06,131 | 2:06,622 |            |      |
| 9    | Luca Engstler          | Engstler Hyundai N Liqui Moly Racing Team | Hyundai i30 N TCR               | 2:06,821 | 2:06,740 |            |      |
| 10   | Mikel Azcona           | Zengő Motorsport Services KFT             | Cupra León Competición TCR      | 2:06,373 | 2:06,740 |            |      |
| 11   | Néstor Girolami        | ALL-INKL.COM Münnich Motorsport           | Honda Civic Type R TCR          | 2:07,009 | 2:07,139 |            |      |
| 12   | Boldizs Bence          | Zengő Motorsport Services KFT             | Cupra León Competición TCR      | 2:06,829 | 2:07,296 |            |      |
| 13   | Yann Ehrlacher         | Cyan Racing Lynk & Co                     | Lynk & Co 03 TCR                | 2:07,025 |          |            |      |
| 14   | Tiago Monteiro         | ALL-INKL.DE Münnich Motorsport            | Honda Civic Type R TCR          | 2:07,273 |          |            |      |
| 15   | Aurélien Comte         | Vuković Motorsport                        | Renault Mégane RS TCR           | 2:07,314 |          |            |      |
| 16   | Nicolas Baert          | Comtoyou Racing                           | Audi RS 3 LMS TCR               | 2:07,470 |          |            |      |
| 17   | Josh Files             | Engstler Hyundai N Liqui Moly Racing Team | Hyundai i30 N TCR               | 2:07,476 |          |            |      |
| 18   | Tom Coronel            | Comtoyou Racing DHL Team Audi Sport       | Audi RS 3 LMS TCR               | 2:07,723 |          |            |      |
| 19   | Esteban Guerrieri      | ALL-INKL.COM Münnich Motorsport           | Honda Civic Type R TCR          | 2:07,827 |          |            |      |
| 20   | Tassi Attila           | ALL-INKL.DE Münnich Motorsport            | Honda Civic Type R TCR          | 2:08,458 |          |            |      |
| 21   | Kismarty-Lechner Gábor | Zengő Motorsport Services KFT             | Cupra León Competición TCR      | 2:09,060 |          |            |      |

### Első verseny
| Poz. | Versenyző              | Csapat                                    | Autó                            | Körszám | Idő/különbség | Pont |
| ---- | ---------------------- | ----------------------------------------- | ------------------------------- | ------- | ------------- | ---- |
| 1    | Jean-Karl Vernay       | Team Mulsanne                             | Alfa Romeo Giulietta Veloce TCR | 10      | 21:19,873     | 25   |
| 2    | Santiago Urrutia       | Cyan Performance Lynk & Co                | Lynk & Co 03 TCR                | 10      | +0,881        | 20   |
| 3    | Gilles Magnus          | Comtoyou Racing                           | Audi RS 3 LMS TCR               | 10      | +3,478        | 16   |
| 4    | Mikel Azcona           | Zengő Motorsport Services KFT             | Cupra León Competición TCR      | 10      | +4,661        | 13   |
| 5    | Gabriele Tarquini      | BRC Hyundai N LUKOIL Squadra Corse        | Hyundai i30 N TCR               | 10      | +5,815        | 11   |
| 6    | Michelisz Norbert      | BRC Hyundai N LUKOIL Squadra Corse        | Hyundai i30 N TCR               | 10      | +11,271       | 10   |
| 7    | Yvan Muller            | Cyan Racing Lynk & Co                     | Lynk & Co 03 TCR                | 10      | +13,898       | 9    |
| 8    | Luca Engstler          | Engstler Hyundai N Liqui Moly Racing Team | Hyundai i30 N TCR               | 10      | +14,709       | 8    |
| 9    | Boldizs Bence          | Zengő Motorsport Services KFT             | Cupra León Competición TCR      | 10      | +17,577       | 7    |
| 10   | Néstor Girolami        | ALL-INKL.COM Münnich Motorsport           | Honda Civic Type R TCR          | 10      | +19,651       | 6    |
| 11   | Yann Ehrlacher         | Cyan Racing Lynk & Co                     | Lynk & Co 03 TCR                | 10      | +21,683       | 5    |
| 12   | Nathanaël Berthon      | Comtoyou Racing DHL Team Audi Sport       | Audi RS 3 LMS TCR               | 10      | +21,936       | 4    |
| 13   | Esteban Guerrieri      | ALL-INKL.COM Münnich Motorsport           | Honda Civic Type R TCR          | 10      | +27,501       | 3    |
| 14   | Tiago Monteiro         | ALL-INKL.DE Münnich Motorsport            | Honda Civic Type R TCR          | 10      | +28,101       | 2    |
| 15   | Nicolas Baert          | Comtoyou Racing                           | Audi RS 3 LMS TCR               | 10      | +37,081       |      |
| 16   | Josh Files             | Engstler Hyundai N Liqui Moly Racing Team | Hyundai i30 N TCR               | 10      | +38,222       | 1    |
| 17   | Tassi Attila           | ALL-INKL.DE Münnich Motorsport            | Honda Civic Type R TCR          | 10      | +46,185       |      |
| 18   | Kismarty-Lechner Gábor | Zengő Motorsport Services KFT             | Cupra León Competición TCR      | 10      | +46,500       |      |
| 19   | Tom Coronel            | Comtoyou Racing DHL Team Audi Sport       | Audi RS 3 LMS TCR               | 9       | Kiesett       |      |
| Ki   | Thed Björk             | Cyan Performance Lynk & Co                | Lynk & Co 03 TCR                | 7       | Kiesett       |      |
| Ki   | Aurélien Comte         | Vuković Motorsport                        | Renault Mégane RS TCR           | 2       | Kiesett       |      |

### Második verseny
| Poz. | Versenyző              | Csapat                                    | Autó                            | Körszám | Idő/különbség | Pont |
| ---- | ---------------------- | ----------------------------------------- | ------------------------------- | ------- | ------------- | ---- |
| 1    | Mikel Azcona           | Zengő Motorsport Services KFT             | Cupra León Competición TCR      | 10      | 21:23,600     | 25   |
| 2    | Yvan Muller            | Cyan Racing Lynk & Co                     | Lynk & Co 03 TCR                | 10      | +2,990        | 20   |
| 3    | Santiago Urrutia       | Cyan Performance Lynk & Co                | Lynk & Co 03 TCR                | 10      | +3,499        | 16   |
| 4    | Nathanaël Berthon      | Comtoyou Racing DHL Team Audi Sport       | Audi RS 3 LMS TCR               | 10      | +4,613        | 13   |
| 5    | Gabriele Tarquini      | BRC Hyundai N LUKOIL Squadra Corse        | Hyundai i30 N TCR               | 10      | +5,940        | 11   |
| 6    | Yann Ehrlacher         | Cyan Racing Lynk & Co                     | Lynk & Co 03 TCR                | 10      | +9,362        | 10   |
| 7    | Thed Björk             | Cyan Performance Lynk & Co                | Lynk & Co 03 TCR                | 10      | +11,538       | 9    |
| 8    | Gilles Magnus          | Comtoyou Racing                           | Audi RS 3 LMS TCR               | 10      | +13,770       | 8    |
| 9    | Luca Engstler          | Engstler Hyundai N Liqui Moly Racing Team | Hyundai i30 N TCR               | 10      | +16,926       | 7    |
| 10   | Esteban Guerrieri      | ALL-INKL.COM Münnich Motorsport           | Honda Civic Type R TCR          | 10      | +21,563       | 6    |
| 11   | Néstor Girolami        | ALL-INKL.COM Münnich Motorsport           | Honda Civic Type R TCR          | 10      | +22,128       | 5    |
| 12   | Tiago Monteiro         | ALL-INKL.DE Münnich Motorsport            | Honda Civic Type R TCR          | 10      | +27,486       | 4    |
| 13   | Tassi Attila           | ALL-INKL.DE Münnich Motorsport            | Honda Civic Type R TCR          | 10      | +28,067       | 3    |
| 14   | Josh Files             | Engstler Hyundai N Liqui Moly Racing Team | Hyundai i30 N TCR               | 10      | +28,449       | 2    |
| 15   | Michelisz Norbert      | BRC Hyundai N LUKOIL Squadra Corse        | Hyundai i30 N TCR               | 10      | +31,219       | 1    |
| 16   | Nicolas Baert          | Comtoyou Racing                           | Audi RS 3 LMS TCR               | 10      | +37,109       |      |
| 17   | Kismarty-Lechner Gábor | Zengő Motorsport Services KFT             | Cupra León Competición TCR      | 8       | Kiesett       |      |
| Ki   | Tom Coronel            | Comtoyou Racing DHL Team Audi Sport       | Audi RS 3 LMS TCR               | 5       | Kiesett       |      |
| Ki   | Jean-Karl Vernay       | Team Mulsanne                             | Alfa Romeo Giulietta Veloce TCR | 5       | Kiesett       |      |
| Ki   | Aurélien Comte         | Vuković Motorsport                        | Renault Mégane RS TCR           | 3       | Kiesett       |      |
| Ni   | Boldizs Bence          | Zengő Motorsport Services KFT             | Cupra León Competición TCR      | 0       | Nem indult    |      |

### Harmadik verseny
| Poz. | Versenyző              | Csapat                                    | Autó                            | Körszám | Idő/különbség | Pont |
| ---- | ---------------------- | ----------------------------------------- | ------------------------------- | ------- | ------------- | ---- |
| 1    | Thed Björk             | Cyan Performance Lynk & Co                | Lynk & Co 03 TCR                | 14      | 30:41,713     | 25   |
| 2    | Santiago Urrutia       | Cyan Performance Lynk & Co                | Lynk & Co 03 TCR                | 14      | +0,565        | 20   |
| 3    | Gabriele Tarquini      | BRC Hyundai N LUKOIL Squadra Corse        | Hyundai i30 N TCR               | 14      | +0,783        | 16   |
| 4    | Nathanaël Berthon      | Comtoyou Racing DHL Team Audi Sport       | Audi RS 3 LMS TCR               | 14      | +8,240        | 13   |
| 5    | Gilles Magnus          | Comtoyou Racing                           | Audi RS 3 LMS TCR               | 14      | +9,139        | 11   |
| 6    | Jean-Karl Vernay       | Team Mulsanne                             | Alfa Romeo Giulietta Veloce TCR | 14      | +10,159       | 10   |
| 7    | Mikel Azcona           | Zengő Motorsport Services KFT             | Cupra León Competición TCR      | 14      | +10,751       | 9    |
| 8    | Tom Coronel            | Comtoyou Racing DHL Team Audi Sport       | Audi RS 3 LMS TCR               | 14      | +17,354       | 8    |
| 9    | Esteban Guerrieri      | ALL-INKL.COM Münnich Motorsport           | Honda Civic Type R TCR          | 14      | +23,807       | 7    |
| 10   | Josh Files             | Engstler Hyundai N Liqui Moly Racing Team | Hyundai i30 N TCR               | 14      | +26,768       | 6    |
| 11   | Nicolas Baert          | Comtoyou Racing                           | Audi RS 3 LMS TCR               | 14      | +33,427       |      |
| 12   | Yann Ehrlacher         | Cyan Racing Lynk & Co                     | Lynk & Co 03 TCR                | 14      | +33,546       | 5    |
| 13   | Kismarty-Lechner Gábor | Zengő Motorsport Services KFT             | Cupra León Competición TCR      | 14      | +40,712       | 4    |
| 14   | Yvan Muller            | Cyan Racing Lynk & Co                     | Lynk & Co 03 TCR                | 14      | +59,064       | 3    |
| 15   | Boldizs Bence          | Zengő Motorsport Services KFT             | Cupra León Competición TCR      | 14      | +1:36,471     | 2    |
| 16   | Michelisz Norbert      | BRC Hyundai N LUKOIL Squadra Corse        | Hyundai i30 N TCR               | 12      | +2 kör        | 1    |
| Ki   | Tassi Attila           | ALL-INKL.DE Münnich Motorsport            | Honda Civic Type R TCR          | 6       | Kiesett       |      |
| Ki   | Aurélien Comte         | Vuković Motorsport                        | Renault Mégane RS TCR           | 5       | Kiesett       |      |
| Ki   | Luca Engstler          | Engstler Hyundai N Liqui Moly Racing Team | Hyundai i30 N TCR               | 1       | Kiesett       |      |
| Ki   | Néstor Girolami        | ALL-INKL.COM Münnich Motorsport           | Honda Civic Type R TCR          | 0       | Kiesett       |      |
| Ki   | Tiago Monteiro         | ALL-INKL.DE Münnich Motorsport            | Honda Civic Type R TCR          | 0       | Kiesett       |      |

## Külső hivatkozások
A FIA WTCR hivatalos weboldala Archiválva 2018. április 6-i dátummal a Wayback Machine-ben
A hétvége részletes eredményei